# پاپاپلساس
پاپاپلساس (به لاتین: Papaflessas) یک شهر در یونان است که در مسنیا واقع شده‌است.